# Ploščati glivopor
Ploščati glivopor (znanstveno ime Fomitiporia punctata) je gliva iz rodu glivoporov (Fomitiporia).

## Značilnosti
Goba je blazinaste oblike, dolga je od 10 do 40 cm in od 4 do 8 cm široka. Njena velikost je odvisna od širine veje, ker običajno raste v vzdolžni smeri prizadetih vej in debel. Rob se tesno in trdno prilega podlagi, zaradi česar jo je težko odstraniti. Tudi na navpičnih vejah ali deblih nikoli ne tvori roba klobuka. Površina je sivo rjava, lešnikova do rjasto rjava, rob je tanek.
Trosovnica je sestavljena iz cevk, ki rastejo v plasteh. Mlade cevke zrastejo na podlagi iz starih cevk, ki se zapolnijo s polnilnimi hifami in postanejo sive barve. Ena na drugi lahko leži do deset plasti cevk. Površina prejšnjega sloja lahko ni v celoti prekrita z novo, tako da se rob razlikuje po barvi od ostalih. Okrogle do podolgovate pore so majhne, s približno 5-6 porami na milimeter.

## Razširjenost in življenjski prostor
Ploščati glivopor raste čez vse leto na bolj ali manj navpičnih, olupljenih vejah in deblih in so vedno nekoliko oddaljeni od tal. Na lesu, ki leži na tleh, plodovi hitro odmrejo. V srednji Evropi sta njena glavna gostitelja vrba in navadna leska. Raste tudi na številnih drugih listavcih, vendar precej redkeje. Gliva povzroča v prizadetem lesu belo trohnobo, ki pa ni prehuda, saj ostane les tudi pod gobami, ki restejo več let dolgo časa precej trden. Rada ima mesta z visoko vlažnostjo, zato je še posebej pogost na poplavnih območjih rek, na obrežju jezer ter v močvirnih in močvirnih gozdovih.

## Mikroskopske značilnosti
Trosni odtis je bele barve. Trosi so široko elipsasti, prosojni in merijo 6–7,5 x 5–7,5 μm.

## Podobne vrste
- školjkasti plutačnik (Phellinopsis conchata)
- brezov plutač (Phellinus laevigatus)
- trepetlikov plutač (Phellinus tremulae)
- grbančasta slojevka (Stereum rugosum)

## Uporabnost
Neužiten.